# إريك كامينز
إريك كامينز (بالهولندية: Erik Cummins)‏ هو لاعب كرة قدم هولندي، ولد في 10 أغسطس 1988 في روتردام في هولندا. لعب مع غو أهد إيغلز ونادي أوترخت.

## وصلات خارجية
- إريك كامينز على موقع قاعدة بيانات كرة القدم.إي يو (الإنجليزية)
- إريك كامينز على موقع Soccerway.com (الإنجليزية)